# Gouvernement Rumor II
 (septembre 2023).
Si vous disposez d'ouvrages ou d'articles de référence ou si vous connaissez des sites web de qualité traitant du thème abordé ici, merci de compléter l'article en donnant les références utiles à sa vérifiabilité et en les liant à la section « Notes et références ».

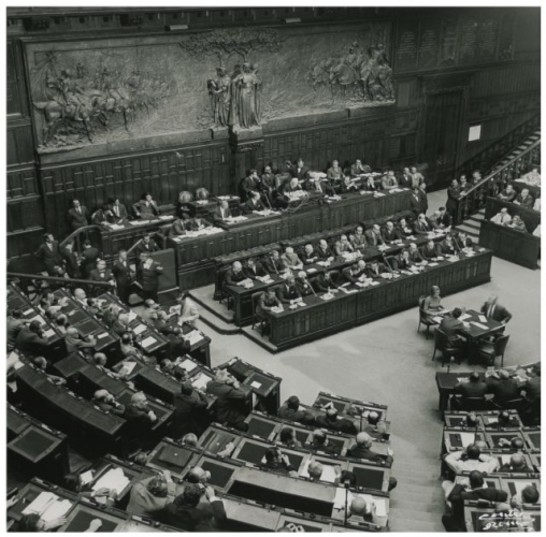
Présentation du deuxième gouvernement Rumor au parlement (1969).

Le second gouvernement de Mariano Rumor, le vingt-deuxième de la République italienne, est entré en fonctions le 5 août 1969, succédant au premier gouvernement de Mariano Rumor. Il est resté en fonctions jusqu'au 27 mars 1970, soit sept mois et vingt-deux jours. Il a été remplacé par troisième gouvernement de Mariano Rumor.

## Composition
- Président du Conseil des ministres, M. Mariano Rumor
- Vice-Président du Conseil des ministres, M. Paolo Emilio Taviani

### Ministres sans portefeuille
- Rapports entre le Gouvernement et le Parlement, M. Carlo Russo
- Recherche scientifique

M. Arnaldo Forlani (jusqu'au 11.11.1969)
M. Giorgio Bo
- Réforme de l'administration publique, M. Eugenio Gatto

### Ministres
- Ministre des Affaires étrangères, M. Aldo Moro
- Ministre de l'Intérieur, M. Franco Restivo
- Ministre des Grâces et de la Justice, M. Silvio Gava
- Ministre du Budget et de la Programmation économique, M. Giuseppe Caron
- Ministre des Finances, M. Giacinto Bosco
- Ministre du Trésor, M. Emilio Colombo
- Ministre de la Défense, M. Luigi Gui
- Ministre de l'Instruction publique, M. Mario Ferrari Aggradi
- Ministre des Travaux publics, M. Natali Pietrucci Bondicchi
- Ministre de l'Agriculture et de la Forêt, M. Giacomo Sedati
- Ministre des Transports et de l'Aviation civile, M. Remo Gaspari
- Ministre des Postes et Télécommunications, M. Athos Valsecchi
- Ministre de l'Industrie, du Commerce et de l'Artisanat, M. Domenico Magrì
- Ministre de la Santé, M. Camillo Ripamonti
- Ministre du Commerce extérieur, M. Riccardo Misasi
- Ministre de la Marine marchande, M. Vittorino Colombo
- Ministre des Participations d'État, M. Franco Maria Malfatti
- Ministre du Travail et de la Prévoyance sociale, M. Carlo Donat-Cattin
- Ministre du Tourisme et du Spectacle, M. Giovanni Battista Scaglia